# Carrascalejo (Ávila)
Carrascalejo es una localidad española del municipio de Santa María de los Caballeros, perteneciente a la provincia de Ávila, en la comunidad autónoma de Castilla y León

## Historia
Hacia mediados del siglo XIX, el lugar era mencionado como un barrio del ayuntamiento y feligresía de Santa María de los Caballeros. Aparece descrito en el quinto volumen del Diccionario geográfico-estadístico-histórico de España y sus posesiones de Ultramar de Pascual Madoz de la siguiente manera:

CARRASCALEJO: l. en la prov. y dióc. de Avila (11 leg.), part. jud. del Barco de Avila (1), ayunt. y felig. de Caballeros (Sta. maria de los) en cuyo pueblo estan comprendidas las circunstancias de su localidad, pobl. y riqueza (V.)
(Madoz, 1846, p. 611)

En 2023 tanto la entidad de singular como el núcleo de población de Los Cuartos tenían empadronados 15 habitantes.